# Clara Tiezzi

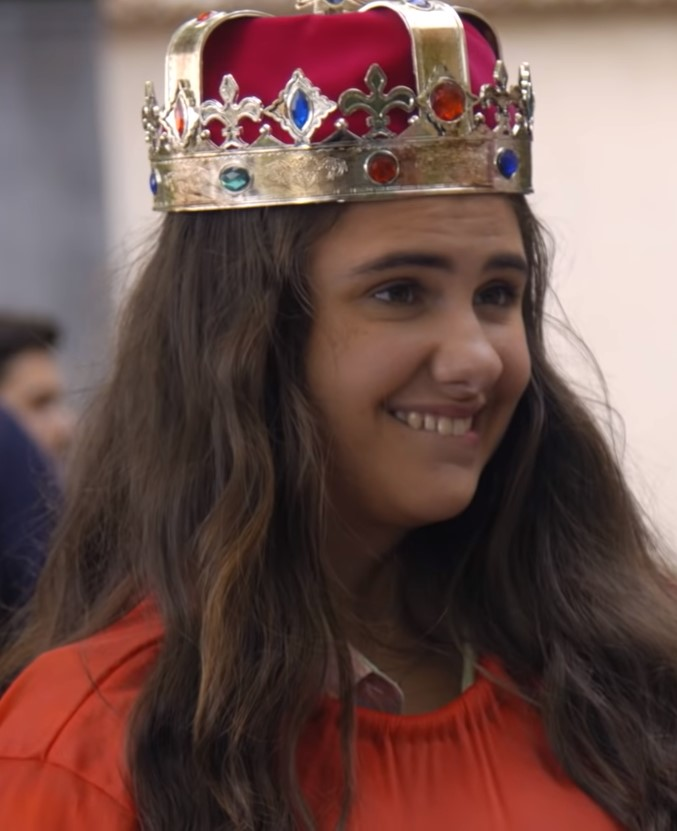
Clara Tiezzi (2019)

Clara Galiani Tiezzi Dias Vaz (anhörenⓘ; * 9. Juli 1999 in Brasília) ist eine brasilianische Schauspielerin. Sie ist in Brasilien als Protagonistin der Kinderserie Teca im TV und im Seifentheater Ti Ti Ti in der Rolle der Mabi bekannt. Letzterer brachte ihr fünf Auszeichnungen in sechs Kategorien und sie wurde damit zur Siegerin erklärt. 2018 bekam Clara Tiezzi die Rolle der Laura in der kolumbianischen Telenovela NOOBees, der erste internationale Auftritt Tiezzis.
Im Kinofilm Confissões de Adolescente verlieh sie der Karina ihre Stimme und synchronisierte auch die Precila in dem Film É Fada.

## Biografie
Clara Tiezzi hat eine Schwester namens Vanessa Tiezzi und einen Bruder namens Carlos Tiezzi Dias Vaz, welche beide zusammen mit der restlichen Familie in Brasília und Niterói leben. Zum ersten Mal im TV war sie 2007, mit in der Fernsehserie Teca, erregte sie schon damals in Brasilien Aufsehen. Später spielte sie auch in der Serie des TV-Senders Rede Globo, O Segredo da Princesa Lili als Irvana mit. 2009 spielte sie in der 16. Staffel von Malhacaõ mit.
2010 spielte sie im Film Ti Ti Ti die Rolle der Mabi und vertrat Tavi Gevinson in, ein nordamerikanisches Teeny-Model. Ihre Leistung in der Handlung führte zu einigen Auszeichnungen. Sie wurde unter anderem mit dem Arte Quasil Brasil in der Kategorie Beste Kinderschauspielerin ausgezeichnet. Zwei Jahre später ging sie zu Rede Record um die Rolle der Mariana in der Seifenoper Rebelde zu spielen. 2013 bekam die Schauspielerin wieder international Aufsehen, da sie als Laura in der 21. Staffel von Malhacaõ zurückkehrte.
2014 gab sie ihr Filmdebüt bei Confessions of Adolescente und spielte Karina, ein Mädchen, das nach Beginn der Beziehung ihren Stil ändert. Der Film basiert auf dem gleichnamigen Buch von Maria Mariana, das in den 1990er Jahren auch in eine Theater- und Fernsehserie umgewandelt wurde. Zwei Jahre später kehrte sie in dem Film É Fada, der von dem Buch Uma Fada Veio Me Visitar der Schriftstellerin Thalita Rebouças inspiriert war, auf die Leinwand zurück.
2018 wurde in Kolumbien auf Kastilisch die Serie NOOBees von Nickelodeon Lateinamerika besetzt und Tiezzi bekam die Rolle der Laura Calles, das war die erste internationale Rolle Tiezzis, welche auch in Brasilien Aufsehen erregte. Auch in der zweiten Staffel spielt sie Laura Calles, allerdings wird Laura Calles in der zweiten Staffel auch von Shakira, einer kolumbianischen Sängerin gespielt. 2019 spielte sie in dem in Spanien und Portugal produziertem Film Ferias em Família als Bel auf dem Sender Multishow mit.
2020 spielte sie als Emily, eine Erwachsene, in Éramos Seis mit.

## Persönliches Leben
Im Alter von elf Jahren wurde Clara Tiezzi von den Medien zu Jungen befragt. Sie behauptete, sie würde sich noch etwas Zeit lassen ihren ersten Kuss durchzuführen und sagte abschließend, sie sei ein jungfräulicher Mund. Im Januar 2014 wurde sie von Globo Filmes eingeladen, über ihr Filmdebüt in Confessions of Adolescente zu sprechen. In einem Interview verriet Clara, dass ihr erster Kuss im Alter von dreizehn Jahren mit dem Schauspieler Joo Fernandes während der Dreharbeiten zum Film in der Fiktion stattfand.

## Filmographie

### Fernsehen
| Jahr      | Titel                      | Rolle                                           | Notizen                             | Ref                  |
| --------- | -------------------------- | ----------------------------------------------- | ----------------------------------- | -------------------- |
| 2007      | O Segredo da Princesa Lili | Irvana                                          | Bester Film des Jahres in Brasilien | [ 3 ] [ 4 ]          |
| 2007–2009 | Teca                       | Teca                                            |                                     | [ 4 ]                |
| 2009      | Malhacaõ                   | Letícia                                         | 16. Staffel                         |                      |
| 2010      | Ti Ti Ti                   | Maria Beatriz Spina (Mabi)                      |                                     | [ 23 ]               |
| 2012      | Rebelde                    | Mariana                                         | Episoden: 1. August – 12. Oktober   | [ 7 ]                |
| 2013–14   | Malhacao Casa Cheia        | Clara                                           | Staffel 21                          | [ 7 ]                |
| 2018–2021 | Noobees                    | Laura Calles                                    |                                     | [ 13 ] [ 14 ] [ 16 ] |
| 2019      | Ferias em Família          | Maria Isabel (Bel)                              |                                     | [ 17 ] [ 18 ]        |
| 2020      | Éramos Seis                | Emiliana Amaral Marcondes de Bueno (Erwachsene) | Episoden: 26.–27. März              | [ 19 ]               |

### Kino
| Jahr | Titel                      | Charakter | Ref                 |
| ---- | -------------------------- | --------- | ------------------- |
| 2014 | Confissones de Adolescente | Karina    | [ 9 ] [ 10 ] [ 11 ] |
| 2016 | É Fada!                    | Priscila  | [ 12 ] [ 24 ]       |

### Synchronisieren
| Jahr | Serie   | Charakter    | Ref    |
| ---- | ------- | ------------ | ------ |
| 2019 | Noobees | Laura Calles | [ 15 ] |

## Auszeichnungen und Nominierungen
Am 30. November 2010 fand das Event Arte Qualidade Brasil Award statt, der die Highlights des Fernsehens und des Theaters im Land wählt. Clara Tiezzi erhielt den Preis für ihre Figur Mabi in Ti Ti Ti, in der Kategorie Beste Kinder-/Jugenddarstellerin der Telenovela. Im Dezember desselben Jahres gewann die Schauspielerin den Best Of TV Magazine Award, diesmal in der Kategorie Revelation, mit 41,73 % bei der Wahl der Leser. Im Februar 2011 wurde ihr der My Novel Award in zwei Kategorien vergeben: Child Actress und Revelation (Volksstimme). Im darauffolgenden Monat, wurde Tiezzi in der Kategorie bester Schauspieler oder Kinderdarsteller der Domingo do Fausto übergeben. Ebenfalls wurde ihr der 13. Tv Contigo Award, in der Kategorie beste Kinderdarstellerin übergeben.
| Jahr | Preis                            | Kategorie                                    | Rolle            | Ergebnis | Ref           |
| ---- | -------------------------------- | -------------------------------------------- | ---------------- | -------- | ------------- |
| 2010 | Arte Qualidade Brazil Award      | Beste Kinder-/Jugendschauspielerin           | Mabi in Ti Ti Ti | Gewonnen |               |
| 2010 | Prêmio Melhores da Revista da TV | Revelation                                   | Mabi in Ti Ti Ti | Gewonnen | [ 25 ]        |
| 2011 | Minha Novela                     | Beste Kinderdarstellerin                     | Mabi in Ti Ti Ti | Gewonnen | [ 26 ]        |
| 2011 | Minha Novela                     | Revelation (Volksstimme)                     | Mabi in Ti Ti Ti | Gewonnen | [ 26 ]        |
| 2011 | Melhores do Ano                  | Beste Kinderdarstellerin oder Schauspielerin | Mabi in Ti Ti Ti | Gewonnen | [ 27 ] [ 28 ] |
| 2011 | Prêmio Contigo! de TV            | Beste Kinderdarstellerin                     | Mabi in Ti Ti Ti | gewonnen | [ 6 ] [ 29 ]  |